# Sonnenfinsternis vom 1. Juli 2000
Die partielle Sonnenfinsternis vom 1. Juli 2000 war die zweite von vier partiellen Sonnenfinsternissen im Jahr 2000. Sie war nur im Südpazifik und im Süden Südamerikas zu beobachten. Diese Finsternis gehört zum auslaufenden Saros-Zyklus 117, der schon vier Perioden später im August 2072 keine Finsternis mehr zulässt. Deswegen kommt es bereits Ende dieses Monats zu einer erneuten partiellen Sonnenfinsternis des jungen Saros 155. Sie ist allerdings bescheiden und findet im Nordpolargebiet statt.